# Manifestul unui hacker
Conștiința unui hacker sau Manifestul unui hacker (en. The Conscience of a Hacker [The Hacker Manifesto]) — este un eseu scris pe 8 ianuarie 1986 de un hacker sub pseudonimul The Mentor (pe numele real Loyd Blakenship). A fost scris după ce autorul a fost arestat de agenții FBI. Pentru prima dată a fost publicat în revista electronică Phrack numărul 7, fila 3 din 10 din 25 septembrie 1986. La ora actuală poate fi găsit în mai multe pagini web, imprimat pe tricouri sau citat în filme.
Este considerat o lucrare de bază pentru cultura hacker-ilor, și oferă o privire în interiorul psihologiei primilor hackeri. Se consideră că a ajutat la modelarea bazei motivaționale și la modul în care se vede pe sine comunitatea hacker-ilor. În Manifest autorul demonstrează că hackerii aleg să facă hacking deoarece pentru ei este aceasta reprezintă pentru ei o metodă de a învăța, și că deseori ei se simt frustrați și plictisiți de limitările pe care le impune societatea în calitate de standard.
Până la ora actuală Manifestul este privit în calitate de ghid pentru hackerii din toată lumea, și mai ales pentru cei care sunt novici. Servește ca o bază etică pentru hacking, afirmă că există un principiu în hacking care depășește dorințele egoiste pentru a exploata sau dăuna altor oameni. Că tehnologia trebuie de folosit pentru a lărgi orizonturile noastre și de a încerca să păstreze omenirea liberă.
Eseul este citat în filmul Hackerii (1995), în film este redată versiunea din revista 2600, care nu este la fel de exactă ca versiunea din revista Phrack, și pentru care The Mentor apare în titrările filmului.